# Seedorf (Lauenburg)
Seedorf település Németországban, Schleswig-Holstein tartományban. Lakosainak száma 536 fő (2023. december 31.).

## Népesség
A település népességének változása:
| Lakosok száma | 579  | 506  | 503  | 525  | 548  | 536  |
|               | 1975 | 2017 | 2019 | 2021 | 2022 | 2023 |